# Xi gua lao

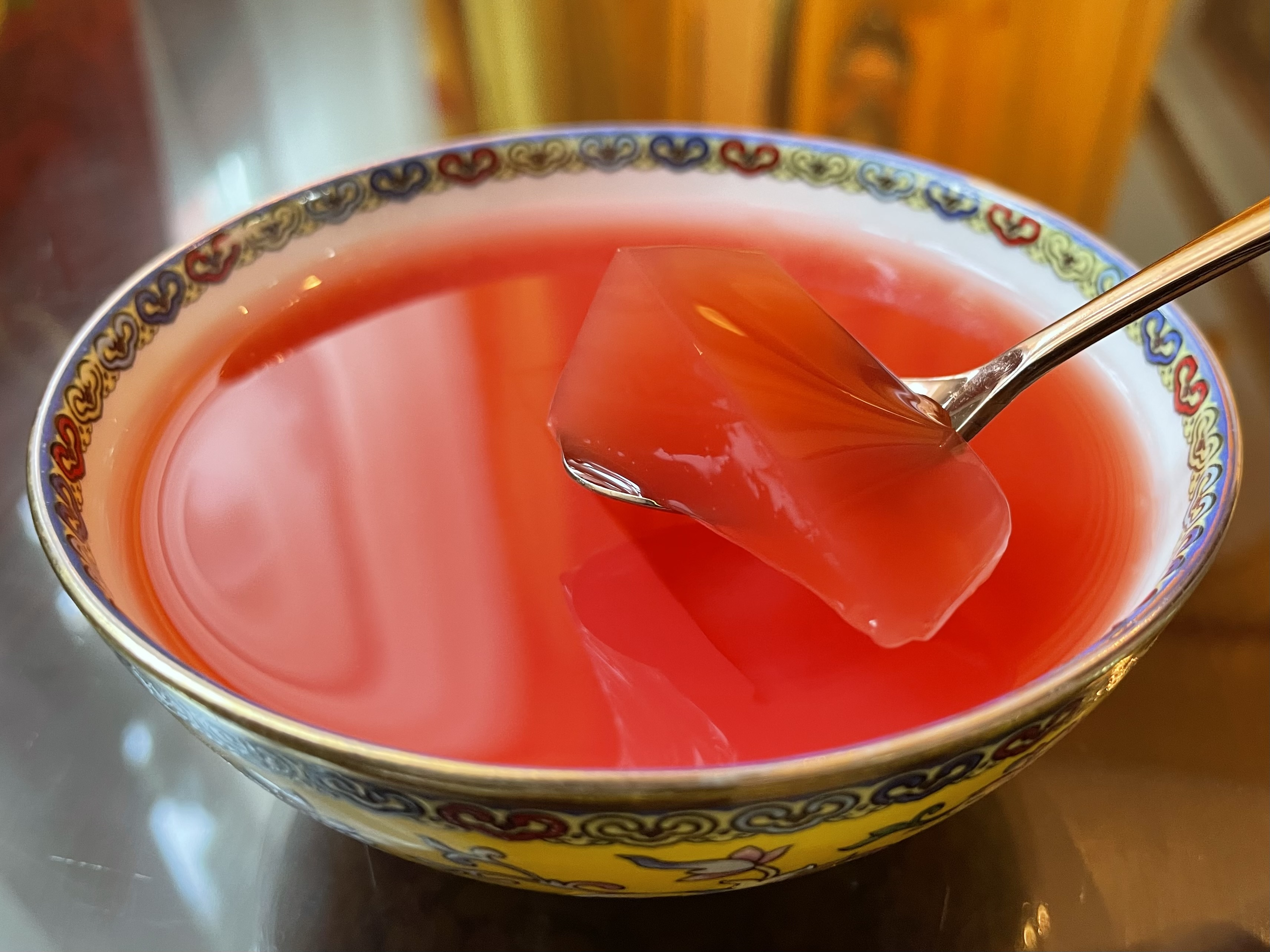
Xi gua lao

Xi gua lao (en chino, 西瓜酪; literalmente, ‘gelatina de sandía’) es un plato tradicional de la gastronomía de Pekín.
Suele prepararse usando sandía, cereza, agar-agar, azúcar y vainilla en polvo. Se mezcla agua con el agar-agar, la vainilla y el azúcar, y se cuece hasta obtener un almíbar. Se cortan las cerezas en rodajas finas y se machaca la sandía para obtener su jugo, que se añade al almíbar y se deja enfriar.
- Datos: Q8044057